# مسجد الاقصاب
مسجد الاقصاب یا القصب نام مسجدی است در شهر دمشق پایتخت سوریه و یکی از اماکن تاریخی سوریه است. این مسجد در سمت باب‌الفرادیس و خیابان اصلی مسیر حرم رقیه و حدود پانصد متر پائین‌تر از بازار العماره قرار دارد. در این مکان سرهای کشتگان مرج عذرا یعنی حجر بن عدی و یارانش به خاک سپرده شده‌اند. نام هفت تن از کشته شدگان بر سنگ نوشته‌ای در بالای این حجره که در سمت راست راهروی مسجد است دیده می‌شود. این مسجد امروزه به مسجد القصب و جامع منجک معروف است. بنای آن را به امیر ناصرالدین ابن منجک نسبت می‌دهند که وی مکان آن را ویران و جامع بزرگی در سال ۷۲۱ قمری بجای آن ساخته‌است. شایان ذکر است بدن‌های این کشته‌شدگان در مرج عذرا کنونی در ۳۶ کیلومتری دمشق قرار دارد.